# Кудрявцев Євген Аркадійович
Євген Аркадійович Кудрявцев (21 лютого 1898, Санкт-Петербург, Російська імперія — 16 липня 1973) — російський і радянський тенісист, 17-кратний чемпіон СРСР в різних розрядах (в тому числі чотири рази в одиночному розряді — 1925, 1927, 1928, 1934), 48-кратний чемпіон Ленінграда (в різних розрядах), перший заслужений майстер спорту СРСР серед тенісистів (1934), заслужений тренер РРФСР (1968).

## Біографія
Євген Кудрявцев народився 21 лютого 1898 року. Почав грати в теніс в 10-річному віці на кортах лахтинського тенісного клубу «Конюшиновий листок» .
Євген Кудрявцев сім разів виступав у фіналах чемпіонату СРСР з тенісу і переміг в чотирьох з них, ставши, таким чином, чотириразовим чемпіоном СРСР (1925, 1927, 1928, 1934). Крім цього, він вісім разів ставав чемпіоном СРСР у парному розряді і п'ять разів — в змішаному парному розряді. Він також став абсолютним чемпіоном Всесоюзної спартакіади 1928 року, перемігши в усіх розрядах — одиночному, парному і змішаному. Тенісний турнір спартакіади згодом увійшов в статистику як чемпіонату СРСР з тенісу 1928 року.
У 1923—1949 роках Євген Кудрявцев 48 разів ставав чемпіоном Петрограда / Ленінграда в різних розрядах, в тому числі 39 разів на літніх чемпіонатах (13 раз в одиночному, 15 раз в парному і 11 раз в змішаному парному розряді) і 9 разів на зимових чемпіонатах (2 рази в одиночному, 6 раз в парному і 1 раз в змішаному парному розряді).
Сім разів (в 1927—1931, 1933 і 1934 роках) Євген Кудрявцев очолював список найсильніших тенісистів СРСР. У 1934 році він першим з радянських тенісистів став володарем почесного звання заслуженого майстра спорту СРСР.
Євген Кудрявцев був тренером багатьох відомих радянських тенісистів, в тому числі Анатолія Бойцова, Валентини Васильєвої, Романа Гроднінського, Галини Іванової, Володимира Кизеветтер, Галини Коровіної, Андрія Лукирського і Володимира Пальмана.
Євген Кудрявцев помер 16 липня 1973 року .
У 2004 році він був включений до Зали російської тенісної слави.

## Виступи на турнірах

### Фінали чемпіонату СРСР

#### Одиночний розряд
Одиночний розряд: 7 фіналів (4 перемоги — 3 поразки)
| Результат | №  | Рік  | Турнір         | Суперник            | Рахунок                  |
| поразка   | 1. | 1924 | Чемпіонат СРСР | Георгій Столяров    | 6-3, 11-9, 4-6, 4-6, 5-7 |
| перемога  | 1. | 1925 | Чемпіонат СРСР | Микола Іванов       | 4-6, 6-4, 6-3, 5-7, 6-1  |
| перемога  | 2. | 1927 | Чемпіонат СРСР | Євген Ованесов      | 6-1, 6-0, 6-4            |
| перемога  | 3. | 1928 | Чемпіонат СРСР | Всеволод Вербицький | 6-4, 6-3, 0-6, 6-4       |
| поразка   | 2. | 1932 | Чемпіонат СРСР | Едуард Негребецький | 6-3, 3-6, 6-8, 2-6       |
| перемога  | 4. | 1934 | Чемпіонат СРСР | В'ячеслав Мультіно  | 8-6, 6-2, 6-4            |
| поразка   | 3. | 1936 | Чемпіонат СРСР | Борис Новиков       | 2-6, 3-6, 1-6            |

#### Парний розряд
Парний розряд: 11 фіналів (8 перемог — 3 поразки)
| Результат | №  | Рік  | Турнір         | Партнер             | Суперники                         | Рахунок                 |
| перемога  | 1. | 1924 | Чемпіонат СРСР | Бруно Шпігель       | Всеволод Вербицький Н. Коробов    | 6-1, 6-3, 6-3           |
| перемога  | 2. | 1925 | Чемпіонат СРСР | Василь Косяков      | Олександр Правдин Євген Тихонов   | 6-4, 4-6, 8-6, 6-4      |
| перемога  | 3. | 1928 | Чемпіонат СРСР | В'ячеслав Мультіно  | Микола Бочаров Євген Ованесов     | 6-2, 6-2, 6-1           |
| перемога  | 4. | 1932 | Чемпіонат СРСР | В'ячеслав Мультіно  | Арчіл Мдівані Едуард Негребецький | 2-6, 6-8, 6-1, 6-4, 6-4 |
| поразка   | 1. | 1934 | Чемпіонат СРСР | В'ячеслав Мультіно  | Арчіл Мдівані Едуард Негребецький | 2-6, 4-6, 5-7           |
| поразка   | 2. | 1936 | Чемпіонат СРСР | Павло Майданський   | Арчіл Мдівані Едуард Негребецький | 4-6, 3-6, 2-6           |
| перемога  | 5. | 1937 | Чемпіонат СРСР | Едуард Негребецький | Борис Новиков Петро Чистов        | 10-8, 6-0, 4-6, 6-4     |
| перемога  | 6. | 1938 | Чемпіонат СРСР | Едуард Негребецький | Леонід Міщенко В'ячеслав Мультіно | 7-5, 6-4, 1-6, 6-1      |
| перемога  | 7. | 1939 | Чемпіонат СРСР | Едуард Негребецький | Євген Корбут К. Шлєє              | 6-4, 6-3, 6-1           |
| перемога  | 8. | 1940 | Чемпіонат СРСР | Едуард Негребецький | Юзеф Гебда Л. Чайковський         | 6-4, 6-1, 6-3           |
| поразка   | 3. | 1946 | Чемпіонат СРСР | Едуард Негребецький | Зденек Зікмунд Микола Озеров      | 6-1, 3-6, 6-3, 2-6, 1-6 |

#### Мікст
Змішаний парний розряд: 10 фіналів (5 перемог — 5 поразок) 
| Результат | №  | Рік   | Турнір         | Партнерка           | Суперники                           | Рахунок        |
| поразка   | 1. | 1925  | Чемпіонат СРСР | Зінаїда Клочкова    | Олена Александрова Євген Тихонов    | 6-8, 6-1, 3-6  |
| перемога  | 1. | 1927  | Чемпіонат СРСР | Зінаїда Клочкова    | Софія Мальцева Всеволод Вербицький  | 7-5, 6-4       |
| перемога  | 2. | 1928  | Чемпіонат СРСР | Таміра Суходольська | Тамара Махмуд-Бек А. Дементьєв      | 6-0, 6-1       |
| поразка   | 2. | +1932 | Чемпіонат СРСР | Марія Мейер         | Зінаїда Клочкова В'ячеслав Мультіно | 2-6, 6-8       |
| перемога  | 3. | 1 935 | Чемпіонат СРСР | Марія Мейер         | Зінаїда Клочкова В'ячеслав Мультіно | 6-4, 4-6, 10-8 |
| перемога  | 4. | 1936  | Чемпіонат СРСР | Тетяна Налимова     | Зінаїда Клочкова В'ячеслав Мультіно | 9-7, 6-4       |
| перемога  | 5. | 1937  | Чемпіонат СРСР | Тетяна Налимова     | Зінаїда Клочкова В'ячеслав Мультіно | 6-2, 6-2       |
| поразка   | 3. | 1940  | Чемпіонат СРСР | Галина Коровіна     | Тамара Махмуд-Бек Микола Озеров     | 6-8, 5-7       |
| поразка   | 4. | 1944  | Чемпіонат СРСР | Галина Коровіна     | Зінаїда Клочкова Микола Озеров      | 1-6, 5-7       |
| поразка   | 5. | 1945  | Чемпіонат СРСР | Галина Коровіна     | Тетяна Налимова Оттомар Алас        | 3-6, 4-6       |